# Gradlon
Gradlon, également connu sous le nom de Gradlon Meur (Gradlon le Grand), est un roi légendaire d'Armorique (actuelle Bretagne) et de Cornouaille. Gradlon aurait vécu entre le IVe siècle et le Ve siècle. Il est le fils aîné de Conan Meriadec, premier roi légendaire d'Armorique, et de sainte Darerca, sœur de Saint Patrick.

## La légende
Dans sa jeunesse païenne, Gradlon tombe profondément amoureux de Malgven, la reine du Nord, lors d'une expédition guerrière, une sorte de fée (une bansidh dans la tradition irlandaise). Malheureusement, il offense la créature mystérieuse en se convertissant au christianisme et en cherchant les conseils de saint Guénolé. La fée quitte Gradlon en franchissant un fleuve torrentiel et en l'avertissant de ne pas la suivre. Le Breton courageux la poursuit, plongeant dans les eaux tourbillonnantes. La fée, forcée de sauver la vie de son ancien amant, ne l'a pas moins détesté pour autant car ce sauvetage était la preuve que son amour n'était pas mort[réf. nécessaire].

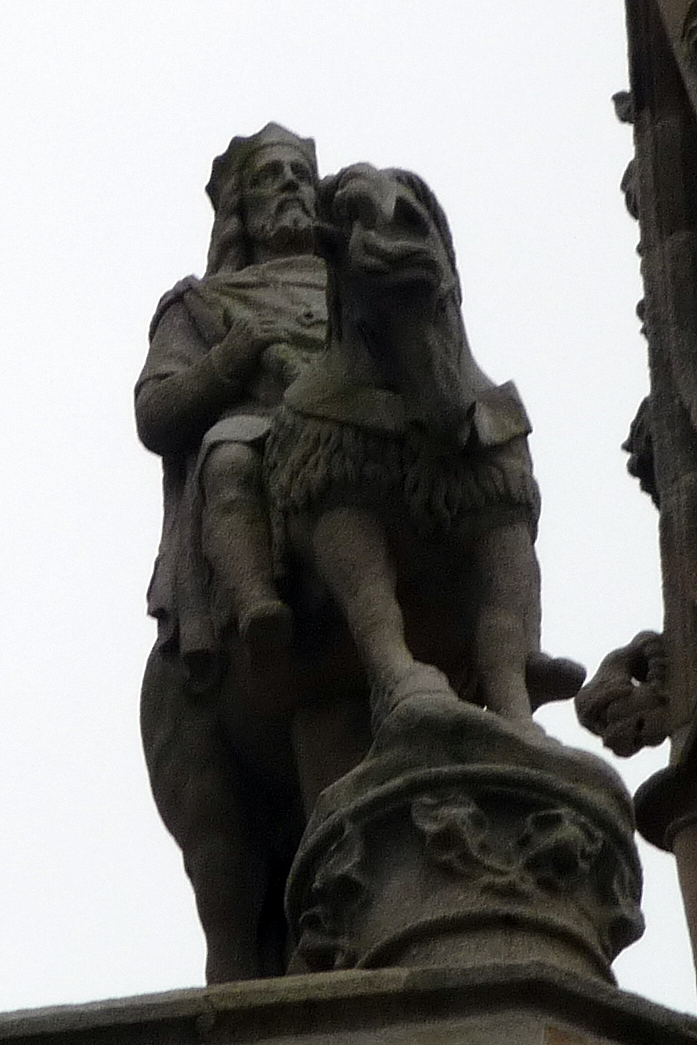
La statue de Gradlon, entre les deux flèches de la cathédrale de Quimper

Lors d'une chasse, séparé de son entourage, il se perdit dans la grande forêt du Ménez-Hom. Presque mort d'épuisement et de faim, il tombe par hasard sur l'ermitage de saint Corentin (maintenant Plomodiern). Saint Corentin possède un poisson merveilleux dont il coupe la moitié pour se sustenter chaque jour et qu'il retrouve entier chaque matin. Le saint, partageant quotidiennement son repas avec le roi, lui redonne la santé. En récompense de son hospitalité, Gradlon fit de saint Corentin le premier évêque de Cornouaille[réf. nécessaire].
Le premier amour féerique du roi est revenu bien des années plus tard posséder l'esprit de la fille de Gradlon, Dahut, qui fut à l'origine de la disparition de la ville d'Ys[réf. nécessaire].
Gradlon fit de Corispotium (variante : Corisopitum), appelée ensuite Quimper, sa nouvelle capitale. À la mort de Gradlon, son fils Salomon Ier lui succéda, puis son petit-fils, Aldrien[réf. nécessaire].
Une statue équestre à l'effigie du roi Gradlon se dresse aujourd'hui entre les flèches de la cathédrale de Quimper ; elle a été placée là en 1858 par l'architecte Joseph Bigot, mais a été sculptée d'après un modèle en plâtre du sculpteur Amédée Ménard afin de remplacer une autre statue équestre du roi Gradlon qui avait été détruite en 1793. Une ancienne coutume voulait que chaque année, le 26 juillet, un habitant de Quimper grimpe sur la statue. Assis en croupe derrière le roi, il devait lui attacher un linge autour du cou et lui présenter un verre à pied rempli de vin. Le volontaire buvait ensuite le vin mais essuyait les lèvres de la statue avec le linge. Puis il jetait le verre vide au public rassemblé sur la place : si quelqu'un était capable de se saisir du verre au vol sans le casser, il se voyait gratifier de cent pièces d'or. On raconte que des conseillers, pour ménager les finances de la ville, auraient secrètement donné l'ordre de fragiliser le pied du verre au moyen de traits de scie invisibles.

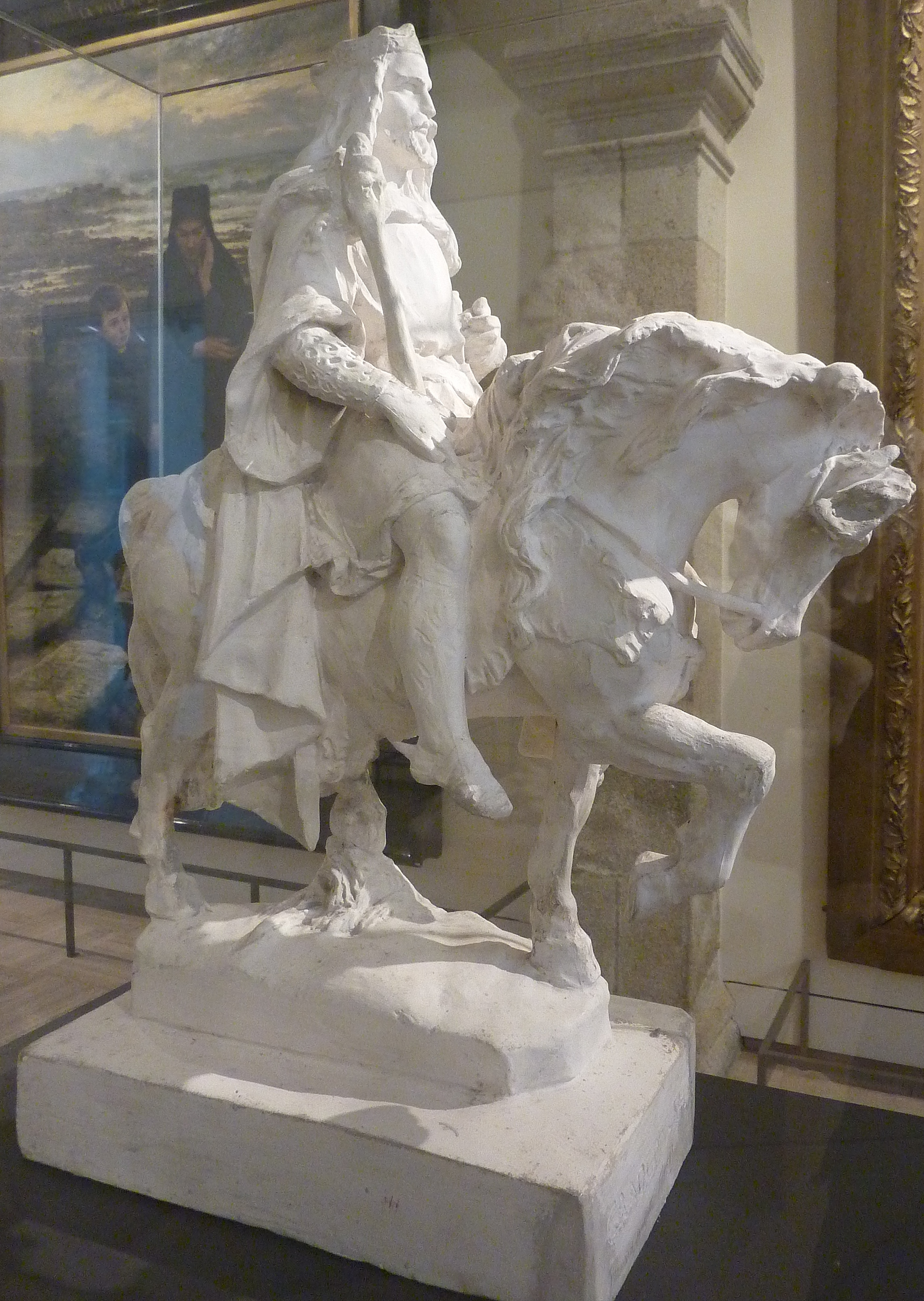
Amédée Ménard : Le roi Gradlon (vers 1850, maquette en plâtre pour une sculpture de granite, musée des beaux-arts de Quimper)
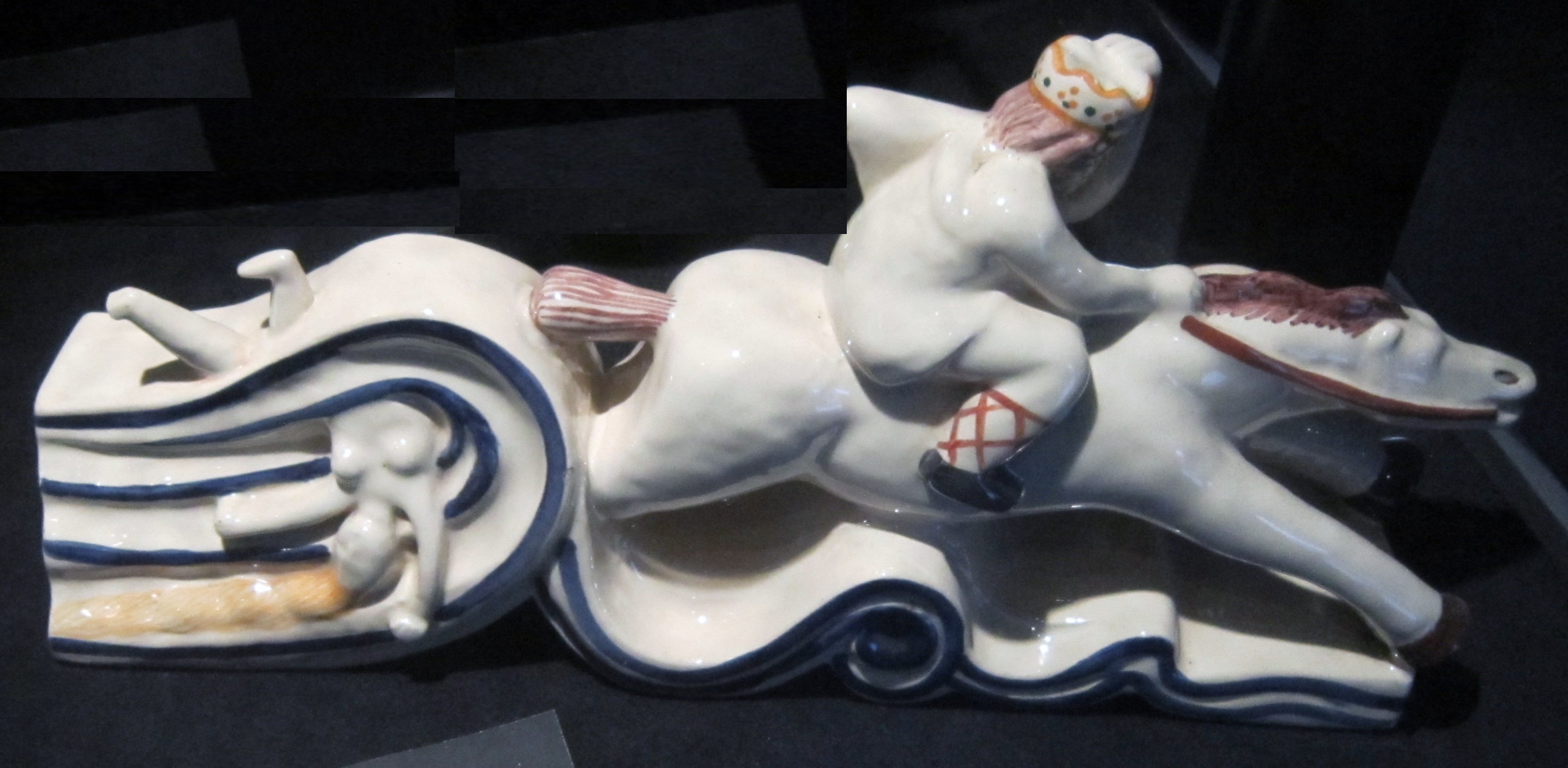
Le roi Gradlon : faïence polychrome de Quimper, manufacture HB, vers 1940 ; œuvre de François Cojan (1902-1945) exposée au musée de l'abbaye de Landévennec.
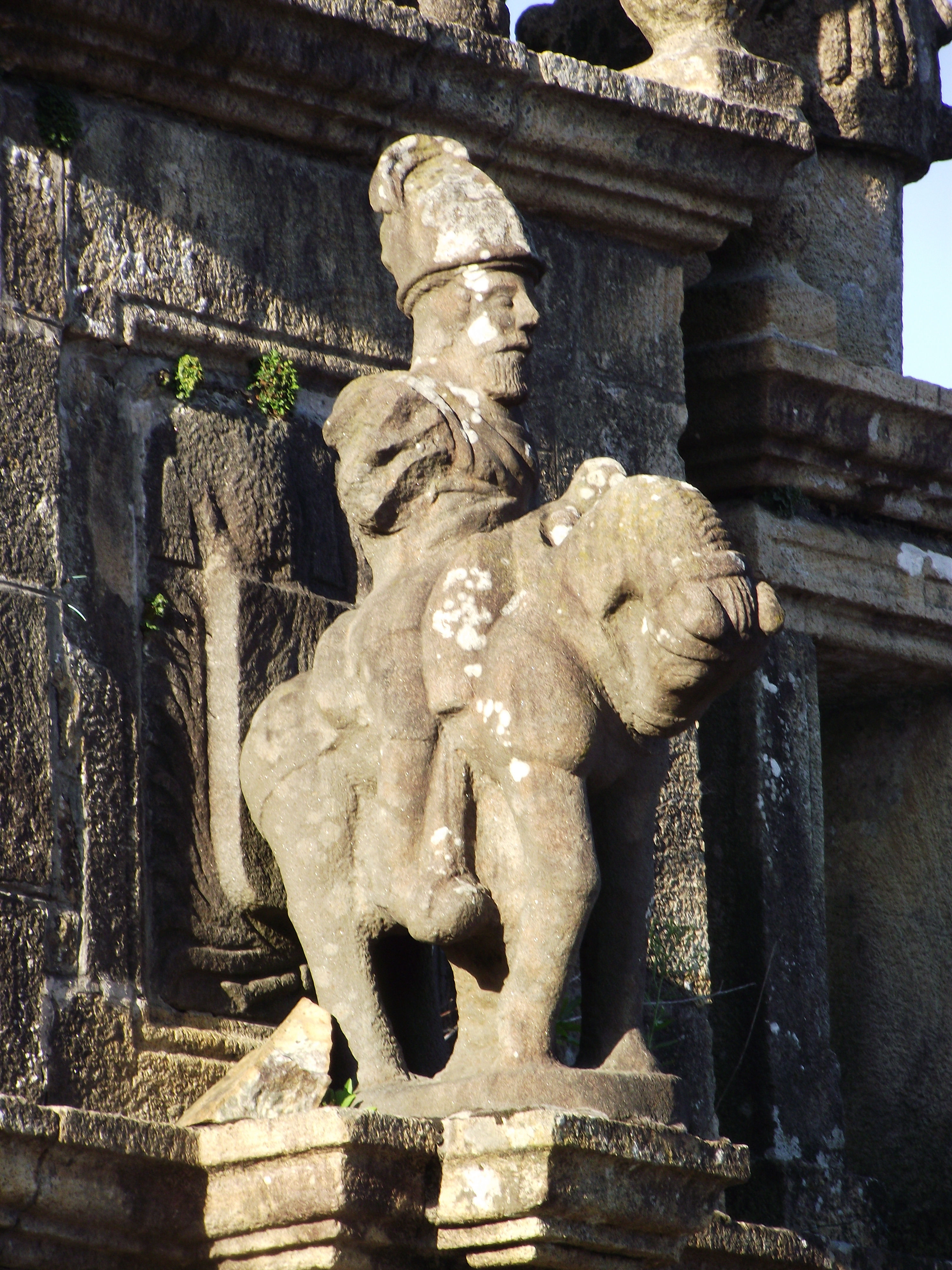
Arc de triomphe d'Argol : la statue du roi Gradlon.

À Locronan, le camp des Salles — le toponyme « des Salles » est une déformation du mot breton salou qui signifie « château » —, situé à 500 mètres du bourg de Locronan, est un retranchement carolingien entouré de talus et de pierres. Situé sur le flanc nord de la Montagne du Prieuré, il comprend trois enclos successifs, alignés sur une longueur de 420 mètres, entourés par des talus de plus de 4 mètres de haut. Ces fortifications, situées au milieu de l'aire parcourue par la Grande Troménie, étaient peut-être la Cour du roi Gradlon, évoquée trois siècles plus tard, au XIIIe siècle, dans la "Vie de saint Ronan". Cette triple enceinte en terre est typique des résidences palatiales des rois bretons du haut Moyen Âge.

## Histoire

### Les autres Gradlon, en particulier Gradlon-Plonéour
Les sources font connaître l'existence de plusieurs Gradlon, dont Gradlon Meur cité au cartulaire de Landévennec, mais aussi Gradlon Flamet Gradlon Plueneuor (Plonéour), lequel Gradlon-Plonéour aurait vécu au début du IXe siècle et aurait été l'initiateur de la rencontre à Priziac en 818 entre Louis Le Pieux, fils de Charlemagne, et Matmunuc, abbé de Landévennec, qui conduisit à l’abandon de la règle de saint Colomban au profit de celle de saint Benoît alors en vigueur dans l’empire carolingien et aurait peut-être habité le lieu-dit Ar Zall ("La Salle"), une colline située à l'ouest du bourg de Plonéour-Lanvern. Ces trois Gradlon sont généralement qualifiés de consul, qu'on peut comprendre comme comte - comme les textes latins traduisent le titre breton de mac'htiern par tyran. Il aurait plus vraisemblablement vécu entre le Ve et le IXe siècle.
À l'époque gallo-romaine, la capitale des Osismes - prédécesseurs des Cornouaillais, Trégorrois et Léonards - était Carhaix. Et s'il existait une ville sur l'Odet ce n'était pas encore Quimper, mais un peu en aval, dans l'actuel quartier de Locmaria. Dans ses débuts Quimper ne s'appelait pas Corisoptiensis, c'est une erreur d'interprétation tardive, mais plus probablement (et donc sans certitude), Civitas Aquilonia.
Cependant les toponymes font apparaître un « château » (lequel aurait appartenu à Gradlon-Plonéour, qui l'aurait donné pour permettre la construction de la cathédrale) dit de Saint-Corentin dans le quartier de la cathédrale de Quimper, quartier appelé au Moyen Âge Tour du Chastel. Et sous l'Ancien Régime Quimper portera le nom de Quimper-Corentin.
Des vestiges d'une résidence aristocratique des IXe siècle ou Xe siècle associée à des ateliers d'orfèvrerie sur la Montagne de Locronan au "camp des Salles" pourraient être un des lieux de pouvoir et de création de richesse qu'avaient exploités les différents princes exerçant une autorité sur la région de Quimper au haut Moyen Âge.
Un manoir, en ruine dès le XVIIe siècle, situé dans l'île Chevalier, était surnommé le "château du roi Gradlon".

## Complainte
| La complainte de la ville d'Is | Gwerz Kêr Iz |
| --- | --- |

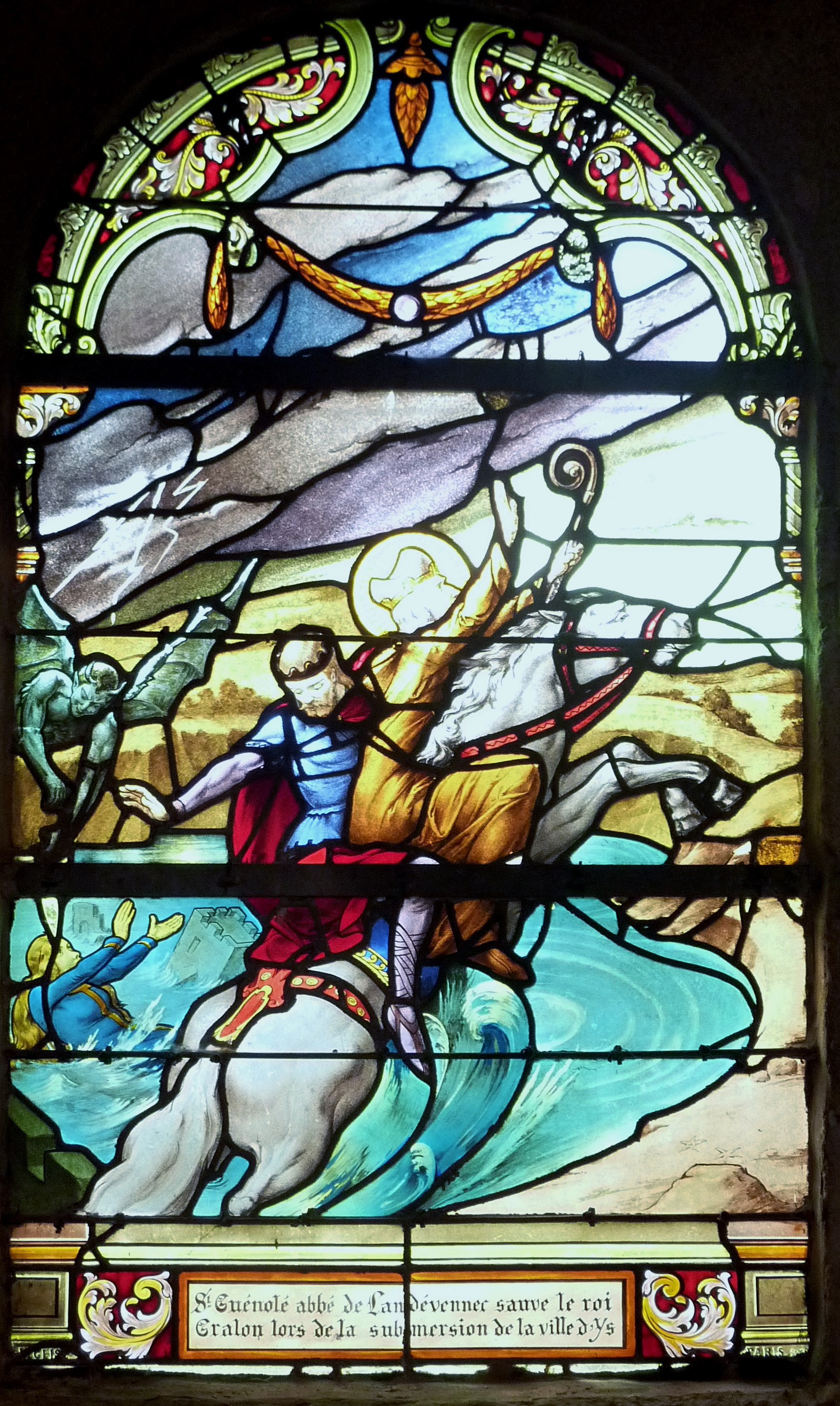
Kerlaz : église paroissiale Saint-Germain, vitrail de Gabriel Léglise représentant "Saint Guénolé, abbé de Landévennec, sauvant le roi Gradlon lors de la submersion de la ville d'Ys"

| Couplet 1 Qu'y a-t-il de nouveau dans la ville d'Is, Puisque la jeunesse est aussi folle. Puisque j'entends ainsi les biniou, Les bombardes et les harpes.                           | Koublad 1 Petra 'zo nevez e Kêr Iz Ma'z eo ken foll ar yaouankiz, Mar klevan-me ar binioù, Ar vombard hag an telennoù.                     |
| Couplet 2 Il n'y a rien de nouveau dans la ville d'Is, Seulement les ébats de tous les jours, Dans la ville d'Is il n'y a que des vieilles choses, Et des ébats de toutes les nuits. | Koublad 2 E Kêr Iz n'eus netra nevez, Met an ebatoù 'vez bemdez, E Keriz n'eus nemet traou kozh, Hag an ebatoù 'vez bemnoz.                |
| Couplet 3 Des bosquets de ronce ont poussé, Dans les portes des églises fermées, Et sur les pauvres pleurant, On excite les chiens à les mordre.                                     | Koublenn 3 Bodennoù drez 'zo diwanet, E dor an ilizoù serret, Ha war ar beorien o ouelañ, E hiser ar chas d'o drailhañ.                    |
| Couplet 4 Ahès la fille du Roi Gradlon, Le feu de l'enfer en son cœur, À la tête de la débauche, Mène à sa suite la ville à sa perte.                                                | Koublad 4 Ahes merc'h ar Roue Gralon, Tan an ifern en he c'halon, Er penn kentañ eus an diroll, A gas ar gêr d'he heul da goll.            |
| Couplet 5 Saint Gwenolé, avec peine de cœur, Est venu trouver son père bien souvent, Et avec pitié, l'homme de Dieu, A dit au Roi :                                                  | Koublenn 5 Sant Gwenole gant kalonad, 'Zo bet meur a wezh 'kaout he zad, Ha gant truez an den doue, En deus lavaret d'ar Roue :            |
| Couplet 6 "Gradlon, Gradlon, prêtez attention, Aux désordres que mène Ahès, Car le temps sera passé, Quand Dieu jettera sa colère".                                                  | Koublad 6 "Gralon, Gralon, lakaet evezh, D'an disurzhioù a ren Ahez, Rak tremenet 'vo an amzer, Pa skuilho Doue e gounnar".                |
| Couplet 7 Et le Roi sage, courroucé, Sa fille a conseillé, Mais affaibli par la vieillesse, N'a plus la force de la combattre.                                                       | Koublad 7 Hag ar Roue fur spouronet, D'e verc'h en deus bet kelennet ; Met diskaret gant ar gozhni, 'N deus mui an nerzh da stourm outi.   |
| Couplet 8 Fatiguée des reproches de son père, Et pour quitter son regard, A construit avec l'aide des mauvais esprits, Un beau palais près des écluses.                              | Koublad 8 Ha skuizh gant rebechoù he zad, Evit mont diouzh e zaoulagad He deus graet gant drouksperedoù, Ur palez kaer tost d'ar skluzioù. |
| Couplet 9 Là, avec ses amoureux, Il y a le soir des aubades, Là, dans l'or et les perles, Comme le soleil, Ahès rayonne.                                                             | Koublad 9 Eno, gant hec’h amourouzien, Emañ fenoz an abadenn, Eno, en aour hag en perlez, Evel an heol e par Ahez.                         |